# Saint-Pierre-lès-Nemours
Saint-Pierre-lès-Nemours este o comună în departamentul Seine-et-Marne din regiunea Île-de-France, aflată în partea central-nordică a Franței.

## Demografie
Locuitorii din Saint-Pierre-lès-Nemours sunt numiți Saint-Pierrois.